# Хорунжий, Михаил Васильевич
Михаил Васильевич Хорунжий (1920 — 19 апреля 1991, Киев, УССР, СССР) — советский государственный и партийный деятель, председатель Запорожского облисполкома (1969—1976).

## Биография
- 1941—1945 гг — участник Великой Отечественной войны. Начальник артиллерии 1177 сп 347 сд. Капитан.
- 1958—1963 гг. — председатель исполнительного комитета Одесского областного Совета,
- 1963—1964 гг. — председатель исполнительного комитета Одесского сельского областного Совета,
- 1964—1969 гг. — председатель исполнительного комитета Одесского областного Совета,
- 1969—1976 гг. — председатель исполнительного комитета Запорожского областного Совета,
- 1976—1985 гг. — министр сельского хозяйства Украинской ССР.

## Награды и звания
Награждён 4 орденами Ленина, орденом Александра Невского, 2 орденами Отечественной войны 2 степени, Трудового Красного Знамени, орденом Красной Звезды  